# 리리아
코지마 리리아(일본어: 梨里杏, 1993년 12월 18일 ~ )는 일본 도쿄도 출신의 배우이다.

## 출연

### 드라마
- 블러디 먼데이 (2008년)
- 열차전대 토큐저 (2014년)